# 橘優輝
橘 優輝（たちばな ゆうき、2002年4月27日 - ）は、日本の俳優。
ホリプロ所属。大阪府出身。

## 略歴
2023年、1月期フジテレビ系月9ドラマ『女神の教室～リーガル青春白書～』で俳優デビュー。
2024年1月26日、映画『劇場版 君と世界が終わる日に FINAL』で映画初出演。

## 人物
ウェーブのかかった長髪が特徴。アメリカのIMGアカデミー出身。

## 受賞歴
2025年
- 第49回エランドール賞 アクターズセミナー優秀賞

## 出演

### テレビドラマ
- 女神の教室～リーガル青春白書～（2023年1月9日 - 3月20日、フジテレビ） - 左右田龍之介 役[2]
- 最高の教師 1年後、私は生徒に■された（2023年7月15日 - 9月23日、日本テレビ） - 迫田竜輝 役[6][7]
- 下剋上球児（2023年10月15日 - 12月17日、TBS） - 久我原篤史 役[8]
- 厨房のありす（2024年1月21日 - 3月24日、日本テレビ） - 山口礼央 役[9]
- 素晴らしき哉、先生!（2024年8月18日 - 10月6日、朝日放送テレビ・テレビ朝日） - 小村悠馬 役[10][11][12]
- ちはやふる-めぐり-（2025年7月9日 - 、日本テレビ） - 黒田嵐 役[13][14]

### ラジオドラマ
- 3年後の僕たちは 第8話（2023年9月13日、TVer） - 迫田竜輝 役[15]
- 拝啓、大人になる貴方へ（2023年9月23日・30日、Hulu） - 迫田竜輝 役[16]

### 映画
- 劇場版 君と世界が終わる日に FINAL（2024年1月26日、東宝） - 松山寿人 役[3]
- 赤羽骨子のボディガード（2024年8月2日、松竹）- 杜窪章介 役[17]

## 書籍

### ムック本
- 「下剋上球児」公式メモリアルブック（2024年1月30日、東京ニュース通信社）

### フォトブック
- HORIPRO ACTORS LIVE episode3 フォトブック（2024年2月）[18]